# Claude Goutin
Claude Goutin, né le 18 juin 1930 à Nancy et mort le 27 août 2018 à Ars-Laquenexy, est un artiste français, sculpteur et dessinateur.

## Biographie
Claude Goutin effectue sa formation artistique à l'École nationale supérieure d'art de Nancy puis à l'École nationale supérieure des beaux-arts de Paris, dans l'atelier d'art monumental d'Alfred Janniot. Il obtient le prix de Rome en 1952 avant d'obtenir un second prix en 1956. La distinction lui permet de passer trois ans à la villa Médicis à Rome, de 1957 à 1960. À son retour, il enseigne la sculpture et le dessin aux Beaux-Arts de Metz de 1960 à 1996 tout en poursuivant une intense activité artistique. 
Celle-ci n'a pas faibli depuis. On lui doit notamment une sculpture équestre monumentale du marquis de La Fayette qui orne le jardin Boufflers de l'Esplanade de Metz. D'autres œuvres signées de sa main sont visibles à Metz (musées de Metz, Arsenal, centre Saint-Jacques, conseil régional) ainsi qu'à Montigny-lès-Metz, Nancy, et Amnéville-les-Thermes (statue monumentale du général De Gaulle). En 2007, il est lauréat du grand prix de Lorraine. Il travaille aussi la tuile romaine.
Ses œuvres ont été exposées dans toute l’Europe, à Rome, à Milan, à Naples, à Berlin, à Bruxelles. En France, elles sont exposées  à Paris, au musée Rodin, au Grand Palais et au musée d’art moderne notamment, mais également en Lorraine où il a produit l’essentiel de son œuvre : à Saint-Dié, Thionville, Pont-à-Mousson, Nancy et Metz. En 2009, Le conseil régional de Lorraine avec l'appui du conseil général de Meurthe-et-Moselle a décidé de lui rendre hommage dans une grande exposition retraçant l'ensemble de son œuvre depuis son passage à la villa Médicis de Rome. Elle s’est tenue du 4 mai au 12 juin 2009 dans les différentes institutions de la région.